# Фулон, Жером
Жером Фулон (фр. Jérôme Foulon; род. 6 февраля 1971, Райанкур-Сент-Оль, Нор, Нор — Па-де-Кале, Франция) — французский футболист, выступавший на позиции защитника.

## Карьера
С 1987 по 2005 год играл за команды «Валансьен», «Лилль», «Генгам» и «Ньор» в первом (сезоны 1992/93, 1994/95—1997/98) и втором французских дивизионах. Дебютировал в Дивизионе 1 в августе 1992 года в составе «Валансьена» в матче против «Сошо». Всего в первом дивизионе сыграл 132 матча, забил 1 мяч. В сезоне 1996/97 с «Генгамом» участвовал в Кубке УЕФА, куда команда пробилась, победив в Кубке Интертото. В Кубке УЕФА сыграл в обоих матчах против миланского «Интера», в Кубке Интертото провёл 3 игры. Член символической команды века «Генгама», составленной читателями газеты Ouest-France.
С 2008 по 2013 год — тренер в системе «Валансьена», возглавлял вторую команду клуба. В 2014—2023 годах тренировал команду из Мобёжа, выступавшую в пятом дивизионе.